# イタリア百科事典
『イタリア学術・文学・芸術百科事典』（伊: Enciclopedia Italiana di Scienze, Lettere ed Arti, 略称『イタリア百科事典』）は、1929年から発刊を始めたイタリアの百科辞典。全36巻（うち索引が1巻）、1巻平均1015ページである。1938年から1961年にかけて補巻も発刊された。繊維業者で文化を後援した出版人ジョヴァンニ・トレッカーニにちなんでLa Treccani（『ラ・トレッカーニ』）と呼ばれることもある。ブリタニカ百科事典などと並んでこれまでに世界で出版された百科事典の最高峰と讃えられる。

## 沿革
この百科事典の初版はローマに本拠地を置く出版社が1929年に着手、1936年にかけて発刊し、本編35巻に総索引1巻を添え全36巻を組んだ。編集主幹はジョヴァンニ・ジェンティーレ、総監修に哲学者のアントニーノ・パリアーロを迎え、各巻は1015ページ前後。掲載項目は全6万件、単語数にして5千万語を数える。第1巻に別刷の正誤表を添付し、初版刊行後の1938年から取り組んだ改訂増補版の発刊は、2015年時点で37回を重ねた。
ほとんどの項目は執筆者のイニシャルを記してある。1932年の刊行分に『ファシズムの原理』と題した随筆が添えてあり、執筆者は表向きはベニート・ムッソリーニとしながら、ジェンティーレがゴーストライターを務めた。